# Будегечиев, Будегечи Конзулакович
Будегечи Конзулакович Будегечиев (1921 — 2002) — государственный деятель, финансист, заслуженный экономист Тувинской АССР, заслуженный экономист РСФСР.

## Биография
Будегечиев Б. К. родился 15 января 1921 года в местечке Барык Ийи-Тальского сумона Улуг-Хемского кожууна ТНР в аратской семье.
В 1935 году, окончив школу-семилетку, поступил учиться в бухгалтерскую школу при Министерстве финансов Тувы, после её окончания с 1938 по 1940 год работал по специальности в системе Тувинцепкоопа. По распоряжению отдела кадров ЦК в 1940 года был направлен на работу в систему Минживзема ТНР, где и проработал старшим бухгалтером госхоза «Элегест» и главным бухгалтером Тувинской сельхозопытной станции до 1947 года.
В 1946 году Будегечи Конзулакович был избран первым секретарем Дзун-Хемчикского райкома комсомола, где он проработал до 1950 года. В 1950 году проработал секретарем по кадрам в аппарате Тувинского обкома ВЛКСМ. С 1951 по 1953 годы Будегечиев Б. К. учился в партшколе, окончив партшколу, стал работать заведующим секторов в облисполкоме. В 1954 году был переведен на должность инспектора в облпотребсоюз. После обучения в Московском экономическом институте (с 1956 по 1959 г.) Будегечиев Б. К. был назначен на пост заместителя председателя правления одной из крупнейших организаций Тувы — Кызылского горпо. Через два года он был избран председателем правления облпотребсоза.
В 1966 году был назначен заместителем министра финансов Тувинской АССР. В 1968 году был выдвинут на пост министра торговли, но через два года вернулся в Министерство финансов. С 1970 по 1987 год занимал должность министра финансов Тувинской АССР. Будучи министром торговли и финансов, внёс большой вклад, в социально-экономическое развитие Кызыла по укреплению торговых связей, материально-технической базы и финансового обеспечения городского хозяйства, особенно базы строительной индустрии города. Его имя внесено в государственную книгу «Заслуженные люди Тувы XX века».

## Награды и звания
- орден «Трудового Красного Знамени»
- орден «Дружбы народов»
- орден «Знак почета»
- Медаль СССР «За победу над Германией в Великой Отечественной войне 1941—1945 гг»
- Медаль СССР «За доблестный и самоотверженный труд в Великой Отечественной войне 1941—1945 гг.»
- медали за 20, 30, 40, 50 лет победы в Великой Отечественной войне 1941—1945 гг
- медаль «За доблестный труд в ознаменование 100-летия со дня рождения В. И. Ленина»
- «Ветеран труда»
- «Отличник финансовой работы»
- «Отличник советской торговли»
- заслуженный экономист Тувинской АССР (1981)
- Заслуженный экономист РСФСР (1984)
- Почетный гражданин г. Кызыла (1996)[4]